# Firuz Alizade
Firuz Alizade (pers. فیروز علی‌زاده; ur. 30 października 1946m zm. 30 września 2005 w Iranszahrze) – irański zapaśnik walczący w stylu klasycznym. Olimpijczyk z Monachium 1972, gdzie zajął 28. miejsce w kategorii 57 kg.
Mistrz świata w 1969 roku.